# Pacher-Altar (St. Wolfgang)

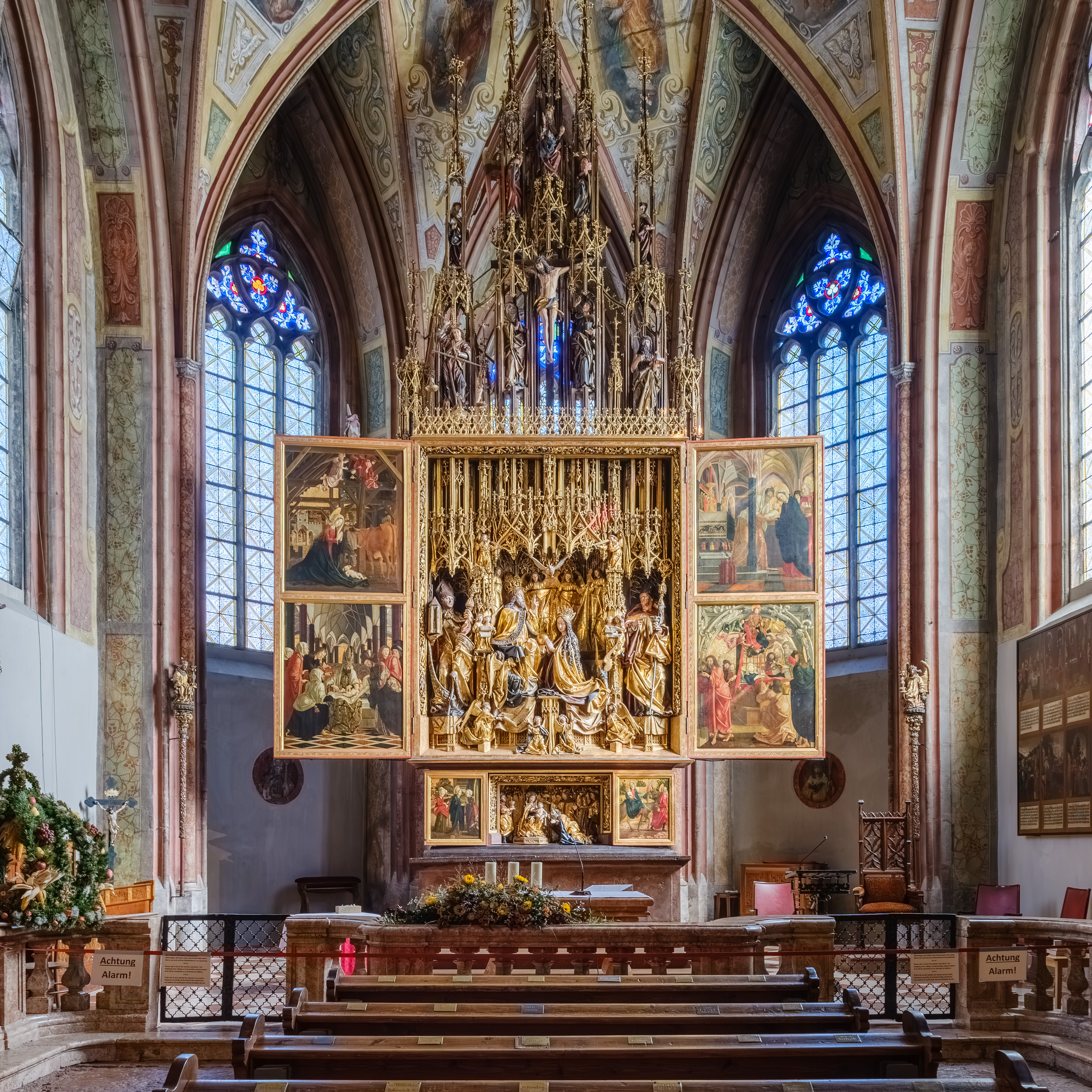
Der Pacher-Altar in St. Wolfgang

Der Pacher-Altar (1471–1479) in der Pfarr- und Wallfahrtskirche von Sankt Wolfgang im Salzkammergut (Oberösterreich) ist ein Pentaptychon, ein Wandelaltar mit einem Hauptschrein, zwei beweglichen Außen- und zwei beweglichen Innenflügeln. Der Schrein ist mit Skulpturen versehen, die Flügel sind beidseitig bemalt. Ein kleiner Teil der Schnitzarbeiten des Schreins ist farbig gefasst, der größte Teil ist vergoldet. Thema des Hauptschreines ist die Krönung Mariens. Der Flügelaltar mit seinen drei Schauseiten ist heute der einzige komplett erhaltene Altar Michael Pachers.

## Geschichte des Altars
Sankt Wolfgang im Salzkammergut zählte Ende des 15. Jahrhunderts zu den meistbesuchten Wallfahrtsorten. Darum suchte Abt Benedikt Eck vom Kloster Mondsee, zu dessen Herrschaftsbereich der Ort gehörte, etwas ganz Besonderes für die Ausschmückung der Kirche. In Bruneck in Südtirol fand er 1471 in Michael Pacher den Meister, dem er die Anfertigung eines wertvollen Altares anvertrauen wollte. Knappe 10 Jahre hat Michael Pacher in seiner Werkstatt im Pustertal gearbeitet, dann wurde der Altar in Teile zerlegt und an den Wolfgangsee transportiert.
Der Flügelaltar ist gut erhalten und nach Übermalungen im Jahre 1625 bis heute unverändert geblieben. Restaurierungsarbeiten, die 1856/62 und 1969/76 vorgenommen wurden, dienten lediglich zu seiner Reinigung und Sicherung.

## Beschreibung

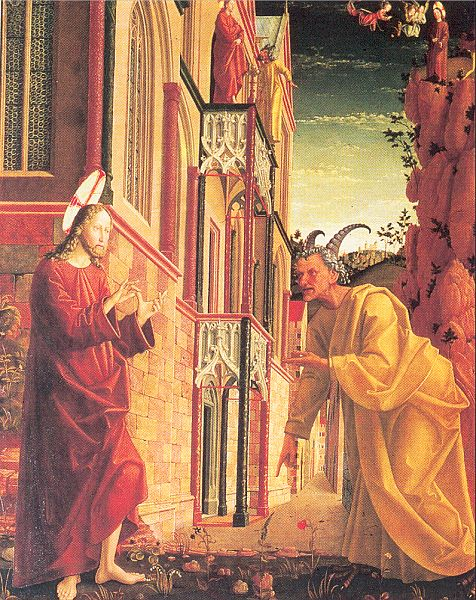
Sonntagsseite:
Versuchung Jesu.

Das Altarretabel hat eine Höhe von 10,88 Metern und bei offenen Flügeln eine Breite von 6,60 Metern. Die ursprüngliche Höhe von der Mensa bis zur Spitze betrug 11,50 Meter, bei der Aufstellung des Retabels musste die Spitze jedoch um etwa 60 Zentimeter gekürzt werden. Der Altar beinhaltet 71 geschnitzte und gefasste Skulpturen und 24 einzelne Gemälde. Schrein, Gesprenge und Skulpturen sind aus Zirbelkiefer gefertigt, Flügelrahmen und Bildtafeln aus Fichtenholz.
Der Wandelaltar hat ein Paar bewegliche Außen- und ein Paar bewegliche Innenflügel, die im Laufe des Kirchenjahres einen Wechsel zwischen einer Werktags-, einer Sonntags- und einer Festtagsseite ermöglichen. Alle Flügel sind auf ihren Vorder- und Rückseiten bemalt, der Hauptschrein ist mit Skulpturen versehen und von Schreinwächtern flankiert. Die Werktagsseite zeigt Szenen aus der Wolfgangslegende, die Sonntagsseite Ereignisse aus dem Leben Jesu, die Festtagsseite Motive von Jesus und Maria. Der Altar besitzt eine Predella, die mit einem Flügelpaar geschlossen werden kann, und ein Gesprenge mit zehn Skulpturen.
Gegenwärtig ist, außer in der Fastenzeit, stets die Festtagsseite des Pacher-Altars zu sehen. Früher war den Gläubigen dieser Anblick nur an hohen christlichen Feiertagen vergönnt. 

### Die Werktagsseite, Schauseite mit geschlossenen Flügeln
Die Werktagsseite ist der Hagiographie gewidmet. Die vier Tafeln zeigen Motive aus der Wolfgangsvita. Beim geschlossenen Altar werden die Schreinwächter sichtbar, an der linken Seite des Schreins die Skulptur des Hl. Georg, an der rechten die des Hl. Florian. Beide Heiligen stecken in Rüstungen und tragen lange Lanzen, die über die Höhe des Schreins hinausragen. Über Georg ist die Figur der Hl. Katharina, über Florian die der Hl. Margareta zu sehen.
| - Hl. Georg | - Der Teufel stört durch Lärm die Predigt des Hl. Wolfgang - Wolfgang erbaut eigenhändig seine Kirche am Wolfgangsee | - Wolfgang lässt Korn unter die Armen verteilen - Wolfgang heilt eine Besessene | - Hl. Florian |

Geschlossene Predella: Die vier lateinischen Kirchenväter
Die Bilder der Kirchenväter mit ihren Attributen in St. Wolfgang weisen große Ähnlichkeit mit denen von Pachers Kirchenväteraltar für Kloster Neustift bei Brixen auf, die sich heute in der Alten Pinakothek in München befinden. Hier wie dort ist Gregor der Große mit Kaiser Trajan zu sehen, einem Heiden, den er nach einer Vision Dantes mit seinen Gebeten aus den Höllenflammen erlöst hat. Neben ihm ist Hieronymus dargestellt, der einem Löwen einen Dorn aus der Pranke zieht. Auf dem rechten Flügel der Predella folgen Augustinus mit einem Kind, das das Meer ausschöpfen will, ein Symbol für die unergründbare Dreieinigkeit Gottes, und Ambrosius mit einem Kind in einer Wiege, da er als Kind vor einem Bienenschwarm gerettet worden war.

### Die Sonntagsseite, Schauseite mit geöffneten Außenflügeln

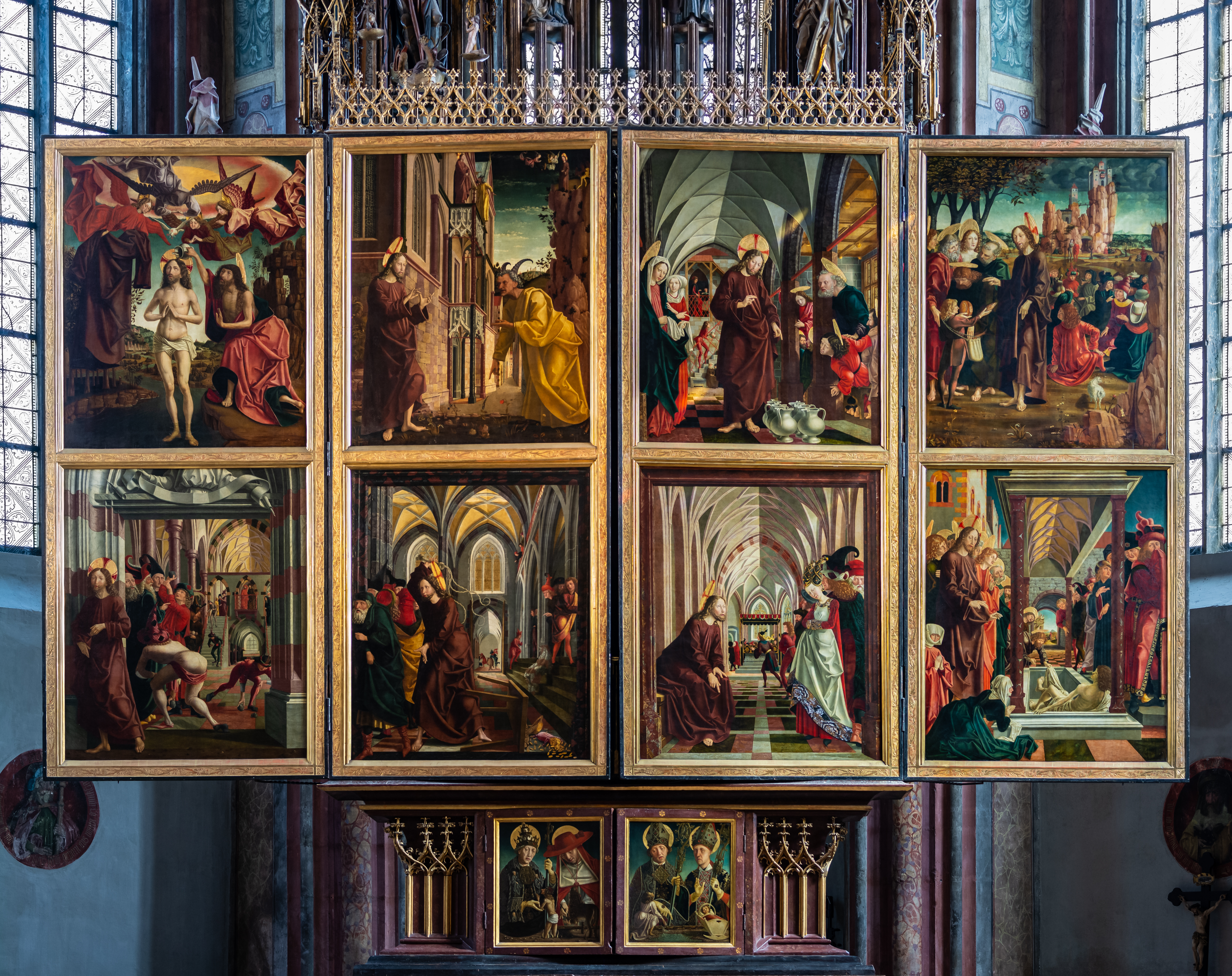
Sonntagsseite

Die Sonntagsseite hat einen christologischen Schwerpunkt. Bei geöffneten Außenflügeln werden in zwei Reihen je vier Motive vorgestellt, vollbrachte Wunder und Ereignisse aus dem Leben Jesu:
| - Taufe Jesu im Jordan - Versuchte Steinigung Jesu | - Versuchung Jesu - Jesus vertreibt die Händler aus dem Tempel | - Hochzeit zu Kana - Jesus und die Ehebrecherin | - Wunderbare Brotvermehrung - Auferweckung des Lazarus |

Mit Ausnahme der Taufe Jesu und der Brotvermehrung, die in einer Landschaft angesiedelt sind, sind die Szenen stark von Gebäuden mit gotischer Architektur geprägt, die fast immer den gesamten Hintergrund ausfüllen. Bei der Versuchung Jesu durch den Teufel sind alle drei Versuchungen simultan dargestellt, die Aufforderung des Teufels an Jesus, Steine in Brot zu verwandeln, sich von der Zinne des Tempels zu stürzen und sich vor ihm niederzuwerfen und ihn anzubeten. Die erste Versuchung bildet dabei die Hauptszene. In den meisten Bildern ist Christus von vielen Menschen umgeben; alleine mit seinem Gegenüber, aber von Engeln unterstützt, ist er nur bei der Taufe und der Versuchung.
Geschlossene Predella: Die vier lateinischen Kirchenväter

### Die Festtagsseite, Schauseite mit geöffneten Innenflügeln

#### Die Flügel
Die geöffneten Innenflügel zeigen vier Szenen aus dem Leben von Maria und Jesus:
| - Geburt Christi - Beschneidung Jesu | - Darbringung Jesu im Tempel - Tod Mariens |

Die inhaltliche Verknüpfung von Flügelbildern und Hauptschrein geht vom Motiv des Marientodes aus. Über der sterbenden Maria erscheint Christus, von schwebenden Engeln umgeben, unterhalb eines Rundbogens, um seine Mutter in den Himmel aufzunehmen. Die anschließende Krönung Mariens ist im Hauptschrein dargestellt.

#### Der Hauptschrein

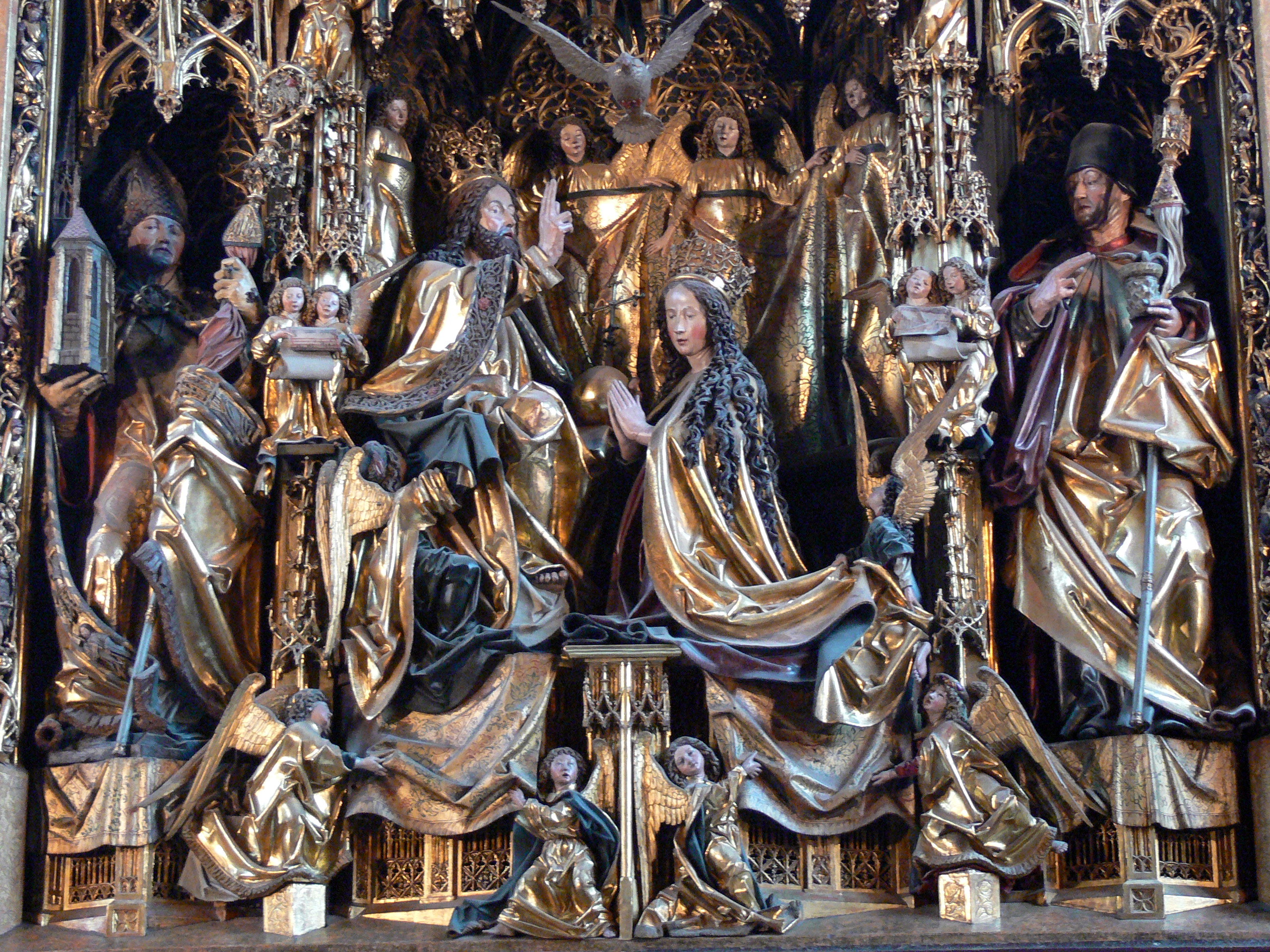
Marienkrönung im Hauptschrein

Im reich vergoldeten Hauptabschnitt kniet die gekrönte Maria vor ihrem Sohn. Die Mutter Gottes und Himmelskönigin soll hier auch die Fürbitten der Menschen vortragen. Die beiden sind umgeben von 16 Engeln, von denen einige musizieren, andere kostbare Tücher und Gewänder halten. Der Hl. Geist in Form einer Taube schwebt über den beiden. Dass eine Marienkrönung durch Christus im Beisein des Heiligen Geistes aber ohne Gottvater dargestellt wird, ist beispiellos in der Bildtradition. Entweder nimmt nur Christus oder Gottvater die Zeremonie vor, oder Maria wird in Anwesenheit der Dreifaltigkeit gekrönt.
Die großen Figuren auf der Seite stellen den Hl. Wolfgang und den Hl. Benedikt dar. Der Schrein ist zudem mit einer Leiste umgeben, welche die Propheten und alttestamentlichen Ahnen Christi in fein geschnitzten, kleinen Figuren zeigt.

#### Die Predella

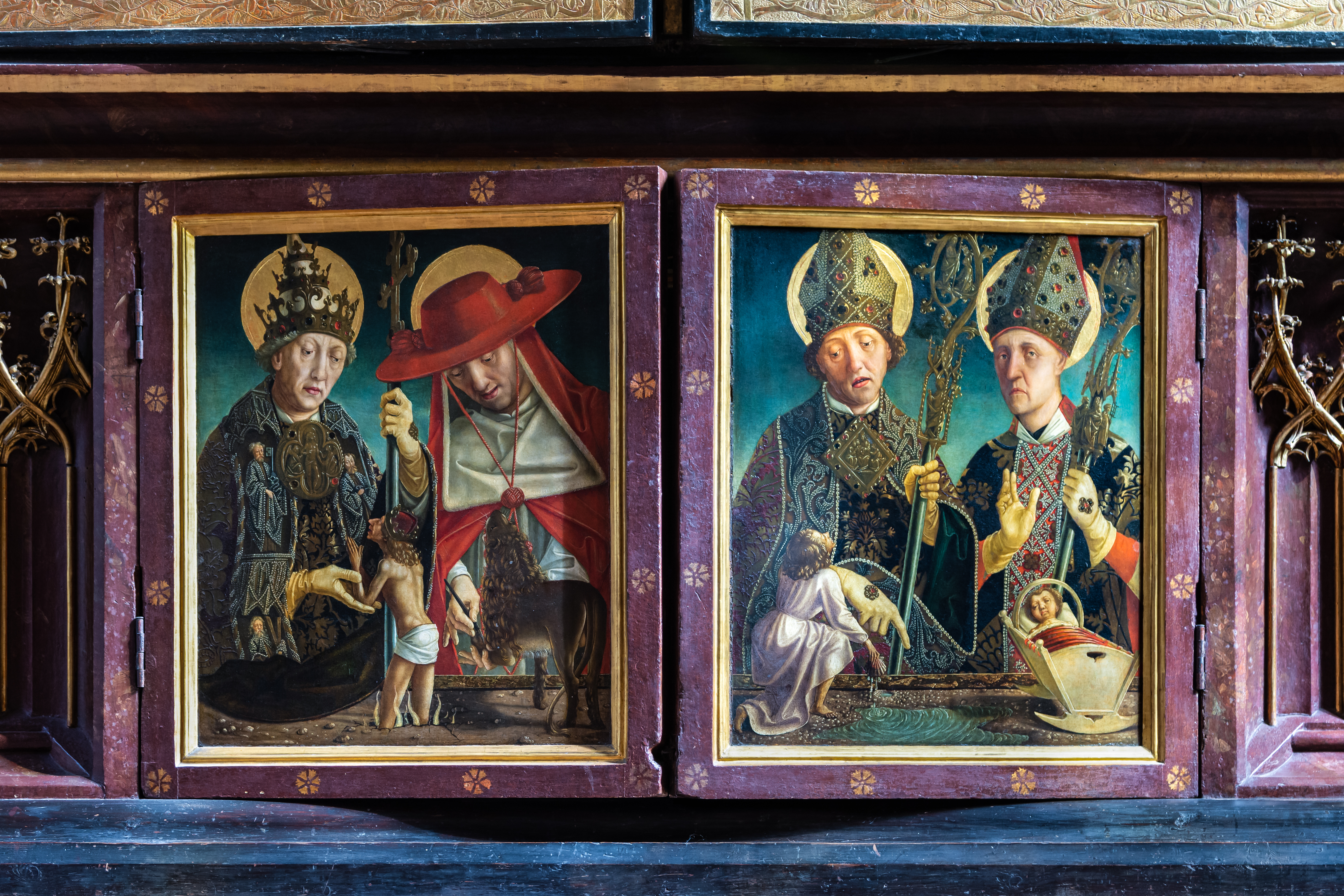
Predella mit geschlossenen Flügeln

Bei geöffnetem Flügelpaar ermöglicht die Predella die Sicht auf eine plastische Darstellung der Anbetung der Hl. Drei Könige. Die Innenseiten der Flügel sind mit Tafelgemälden versehen, Motiv auf dem linken Flügel ist Mariä Heimsuchung, auf dem rechten die Flucht nach Ägypten. Verborgen im Rahmen um den Predellenschrein finden wir zwei typologische Vorbilder zur Anbetung der Könige aus dem Alten Testament. Auf der linken Seite bringen drei gerüstete Helden König David Wasser in goldenen Krügen (1 Chr 11,15 - 19), umschlungen von einer Distelranke, rechts reicht in einer Weinranke mit roten Trauben die Königin von Saba, gefolgt von zwei Dienerinnen, König Salomo ein goldenes Schatzkästchen.

### Das Gesprenge
Die Grundstruktur des Gesprenges bilden fünf zweigeschoßige Baldachintürme mit zehn vollplastischen Skulpturen. Die oberste Skulptur in der Mitte des Gesprenges stellt Gott Vater dar. Unter ihm bilden Erzengel Gabriel und Maria das Motiv der Verkündigung des Herrn. Unterhalb der Verkündigung sieht man Christus am Kreuz mit den Assistenzfiguren Maria und Johannes (Evangelist). Auf der linken Seite des Gesprenges finden wir unten den Erzengel Michael als Überwinder des Teufels und Seelenwäger, über ihm eine heilige Nonne, möglicherweise ist es Scholastika. Unten auf der rechten Seite steht Johannes der Täufer, der Wegbereiter des Erlösers, über ihm die Hl. Ottilie.

### Die Rückseite des Altars
Die Rückseite des Schreins, die 1479 fertiggestellt wurde, ist mit Bildern von Heiligen sehr aufwändig gestaltet. In der Mitte befindet sich in voller Schreinhöhe ein Bild des Hl. Christophorus. Die Flächen links und rechts von ihm sind halbiert. In der oberen Hälfte sind links der Hl. Otmar und Franz von Assisi dargestellt, rechts Eustachius und Ägidius, unten links Erasmus und Ulrich, unten rechts Klara und Elisabeth.
Auf der Rückseite der Predella sind die vier Evangelisten Markus, Lukas, Johannes und Matthäus mit ihren Attributen abgebildet. Zusammen mit den vier Kirchenvätern auf der Vorderseite symbolisieren sie das Fundament des Glaubens.

## Rezeption
Die Wallfahrtskirche von Sankt Wolfgang mit dem Pacher-Altar diente als Inspiration für die Errichtung der Wolfgangskirche von Kefermarkt und den darin befindlichen Kefermarkter Flügelaltar.